# Тонія Сотіропулу
Тонія Сотіропулу (грец. Τόνια Σωτηροπούλου; нар. 28 квітня 1987 року, Афіни, Греція) — грецька акторка.

## Біографія
Тонія Сотіропулу народилася 28 квітня 1987 року в Афінах.
Тонія працює в театрі, а також бере участь в телевізійних та кінематографічних проектах.

## Вибіркова фільмографія
- Студія звукозапису «Берберян» (2012)
- Круто (2007)